# 小郡市
小郡市（おごおりし）は、福岡県の南部、佐賀県との県境に位置する市。福岡市への通勤率は19.1%・久留米市への通勤率は11.9%（平成22年国勢調査）。広域圏では久留米広域圏、都市圏では福岡都市圏に属する。

## 概要

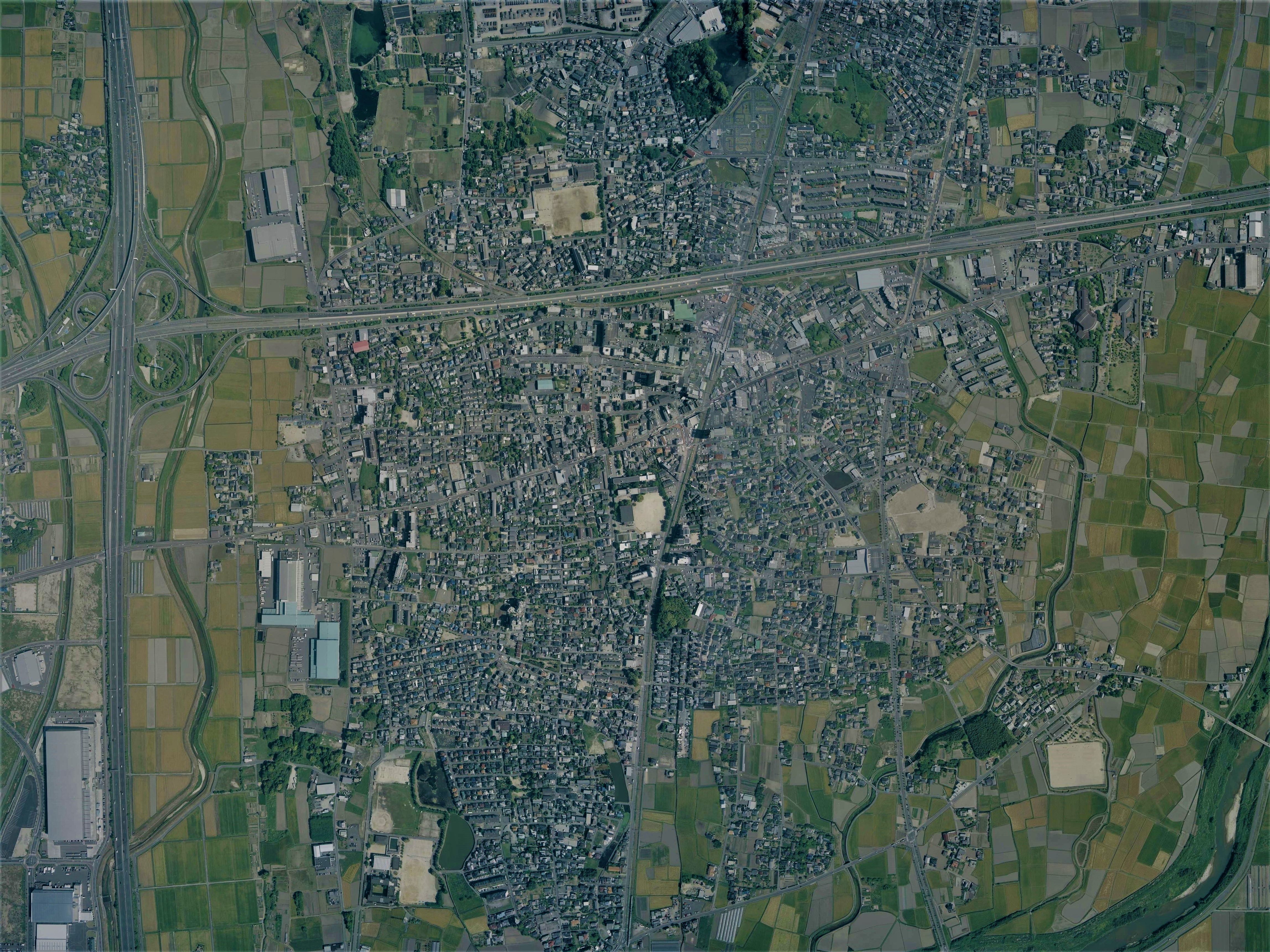
小郡市中心部周辺の空中写真。
2010年5月17日撮影の3枚を合成作成。。

筑紫平野の北に位置しており、南東は大刀洗町と久留米市、北東は筑紫野市と筑前町、西は佐賀県と接している。
市名は持統天皇3年（689年）6月に新羅の使者金道那を餐応した客館として日本書紀に登場する「筑紫小郡」に由来している。7世紀末に作られた筑後国御原郡の役所跡は、1971年（昭和46年）12月23日に「小郡官衙遺跡群 小郡官衙遺跡」として国指定史跡となっている。
市域は大きく三つに区分され、筑後川水系の支流である宝満川が市域を南北に縦断する平坦な宝満川流域。標高20m前後の東北台地、標高20mから90m程度の西北丘陵地に区分される。
市内には南北に福岡県道53号久留米筑紫野線や福岡県道88号久留米小郡線・東西に国道500号が位置し、隣接する鳥栖市・三養基郡基山町を通過する国道3号に平行して九州自動車道が市域をかすめ、小郡鳥栖南スマートインターチェンジが設置されている他、鳥栖インターチェンジが近接している。東西に大分自動車道が位置し、筑後小郡インターチェンジが設置されている。市内には西鉄天神大牟田線、並びに甘木鉄道の各駅がある。
北部の三国地区は小郡・筑紫野ニュータウンの開発により、人口の増加が著しい。しかし、南部の味坂、御原地区や東部の立石地区では人口減と過疎化が進み、小中学校の学級数が1学年1クラスになるなど、当市における南北問題の克服が今後の課題となっている。
- 山: 花立山（標高130.6メートル）
- 河川: 宝満川
- 湖沼: 西北丘陵地に複数の溜池が存在する

### 隣接している自治体
福岡県
- 久留米市
- 筑紫野市
- 朝倉郡筑前町
- 三井郡大刀洗町

佐賀県
- 鳥栖市
- 三養基郡基山町

### 地名
- 大板井
- 大崎
- 小郡
- 小板井
- 寺福童
- 福童
- 井上（立石村）
- 乙隈（立石村）
- 上岩田（立石村）
- 干潟（立石村）
- 吹上（立石村）
- 松崎（立石村）
- 山隈（立石村）
- 稲吉（御原村）
- 下岩田（御原村）
- 二タ（御原村）
- 二森（御原村）
- 古飯（御原村）
- 大保（三国村）
- 津古（三国村）
- 三沢（三国村）
- 横隈（三国村）
- 力武（三国村）
- 赤川（味坂村）
- 上西鰺坂（味坂村）
- 下西鰺坂（味坂村）
- 平方（味坂村）
- 光行（味坂村）
- 八坂（味坂村）
- 祇園一丁目 - 二丁目（小郡より発足）
- 希みが丘一丁目 - 六丁目（三沢より発足）
- 三国が丘一丁目 - 七丁目（三沢・津古・横隈より発足）
- 美鈴が丘一丁目 - 五丁目（三沢より発足）
- 美鈴の杜一丁目 - 三丁目（2002年、三沢より発足）
- あすみ一丁目 - 二丁目（2015年、三沢より発足）

## 歴史
弥生時代の三沢遺跡や立花山古墳など遺跡や古墳が数多くあり、『日本書紀』には「筑紫小郡」と記されている。筑前国、筑後国、肥前国の境にあって、大宰府も近いことから交通の要衝として栄え、奈良時代には御原郡衙（小郡郡衙）が置かれた。

### 沿革

#### 明治維新まで
- 約2000年前 大板井遺跡、小郡若山遺跡等に定住の痕跡。
- 4世紀頃 津古生掛古墳、三国の鼻1号墳などの古墳が造られる。
- 6世紀頃 三国丘陵・花立山麓に群集墳。
- 7世紀頃 上岩田、井上に大寺院。小郡官衙遺跡。
- 1359年 - 筑後川の戦い（大原合戦・大保原合戦）。
- 1374年 - 福童原の戦い。
- 1624年 - 干潟に石井堰築造。
- 1647年 - 稲吉堰築造。
- 1668年 - 有馬豊祐により松崎藩立藩。
- 1672年 - 松崎陣屋築城。
- 1673年 - 津古堰築造。
- 1674年 - 松崎宿設置。
- 1684年 - 松崎陣屋廃城。松崎藩廃藩。
- 1772年 - 大板井堰築造。

#### 明治維新から町村制施行まで
- 1869年（明治2年）- 古屋佐久左衛門没。
- 1873年（明治6年）- 松崎郵便取扱所、小郡郵便取扱所設置。
- 1876年（明治9年）- 松崎巡査屯所設置。

#### 町村制施行から昭和の大合併まで

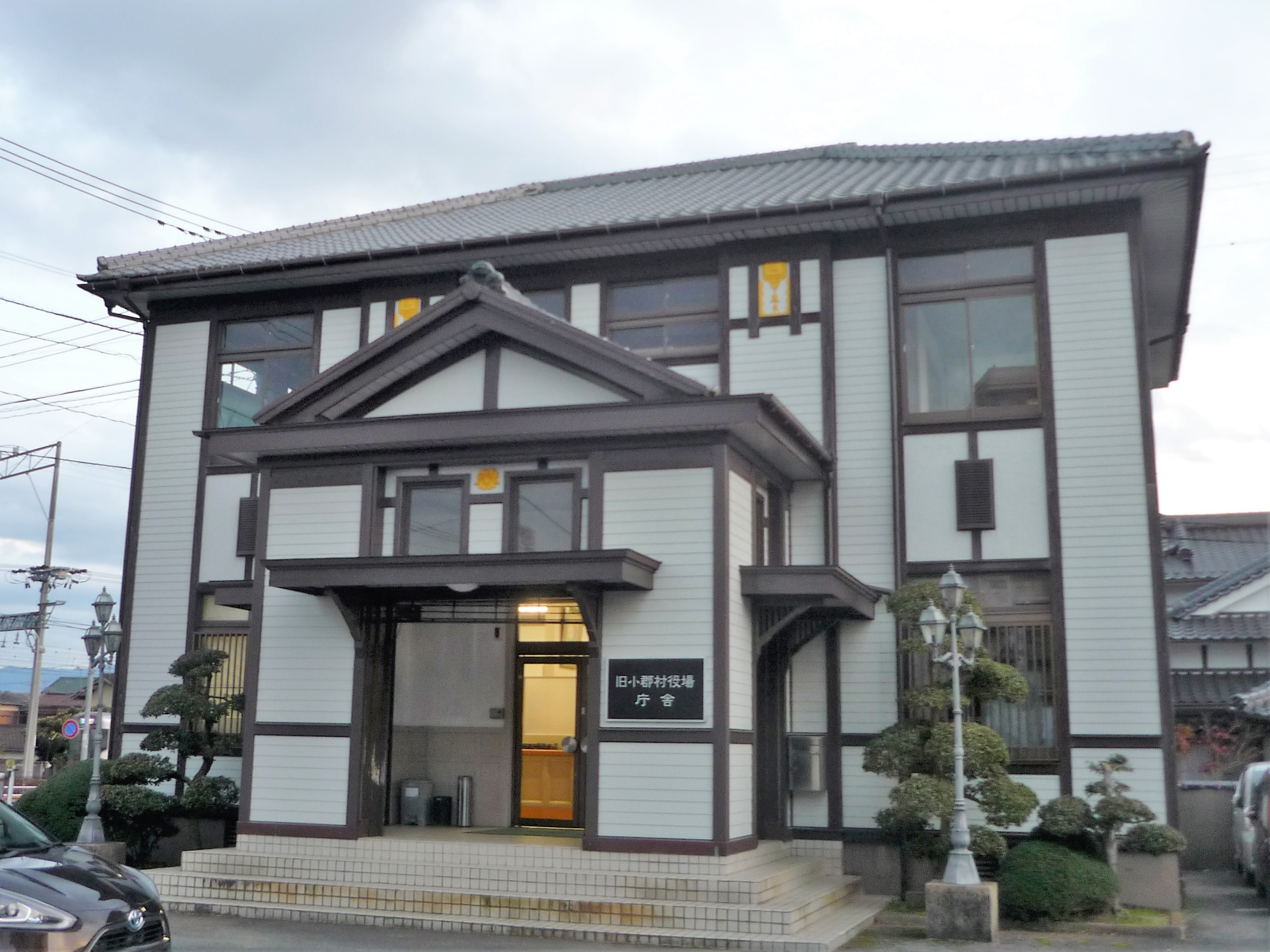
1934年（昭和9年）に建てられた旧小郡村役場庁舎。1962年（昭和37年）まで使用された後、運送会社の本店として現存する。

- 1889年（明治22年）4月1日 - 町村制施行に伴い、小郡町、寺福童村、大崎村、福童村の一部（字小福童を除く）、大板井村の一部（字車屋前、上薬、ツル、今当を除く）、小板井村の一部（字井手ノ前を除く）、上西鰺坂村の一部（字川向）が合併し御原郡小郡村が発足。同時に以下の4村が成立。
  - 御原郡
    - 御原村 ← 下岩田村、二森村、二タ村（ふた）、古飯村、稲吉村、小板井村の残部（字井手ノ前）
    - 立石村 ← 松崎町、上岩田村、井上村、吹上村、干潟村、乙隈村、大板井村の残部（字車屋前、上薬、ツル、今当）、山隈村の一部（今隈名、花立名）
    - 三国村 ← 津古村、横隈村、三沢村、力武村、大保村

  - 御井郡
    - 味坂村 ← 下西鰺坂村、光行村、平方村、八坂村、赤川村、上西鰺坂村の残部（字川向を除く）、福童村の残部（字小福童）
- 1896年（明治29年）4月1日 - 郡の統合により御原郡と御井郡が山本郡と合併し三井郡となる[4]。
- 1921年（大正10年）- 中央軌道松崎 - 小郡間開通。
- 1924年（大正13年）- 九州鉄道（現・西日本鉄道）福岡 - 久留米間開通。
- 1952年（昭和27年）- 保安隊小郡駐屯地開設。
- 1953年（昭和28年）10月1日 - 小郡村が町制施行し小郡町となる。

#### 三井郡小郡町時代
- 1955年（昭和30年）3月31日 - 小郡町、三国村、立石村、御原村、味坂村が合併し小郡町が発足。

#### 小郡市時代
- 1972年（昭和47年）4月1日 - 市制施行し、小郡市となる。
- 1988年（昭和63年）12月17日 - 一部を朝倉郡夜須町に編入（境界変更）。
- 1992年（平成4年）12月15日 - 久留米市と境界変更。
- 1993年（平成5年）4月30日 - 筑紫野市と境界変更。
- 1994年（平成6年）5月25日 - 筑紫野市と境界変更。
- 1996年（平成8年）
  - 2月20日 - 筑紫野市と境界変更。
  - 5月17日 - 三井郡大刀洗町と境界変更。
- 1997年（平成9年）2月25日 - 筑紫野市と境界変更。
- 2003年（平成15年）2月14日 - 三井郡北野町と境界変更。

## 行政

### 市長
- 加地良光（2期、2017年5月15日就任）

| 代    | 氏名       | 就任年月日    | 退任年月日    |                      |
| ----- | ---------- | ------------- | ------------- | -------------------- |
| 初    | 佐々木敏雄 | 1972年4月1日  | 1975年        | 市制に伴い市長となる |
| 2     | 佐々木保   | 1975年5月8日  | 1977年        |                      |
| 3     | 佐藤正成   | 1977年5月15日 | 1981年5月14日 |                      |
| 4-6   | 山田幸雄   | 1981年5月15日 | 1993年5月14日 |                      |
| 7-9   | 田篭勝彦   | 1993年5月15日 | 2005年5月14日 |                      |
| 10-12 | 平安正知   | 2005年5月15日 | 2017年5月14日 |                      |
| 13-14 | 加地良光   | 2017年5月15日 | 現職          |                      |

### 消防
- 久留米広域消防本部
  - 三井消防署

### 警察
- 福岡県警察小郡警察署

### 国防・災害救助
- 陸上自衛隊小郡駐屯地（西部方面隊第5施設団）

## 議会

### 市議会
- 定数：18人
- 任期：2022年5月14日 - 2026年5月13日

### 衆議院
- 選挙区：福岡6区（久留米市、大川市、小郡市、うきは市、三井郡、三潴郡）
- 投票日：2021年10月31日
- 当日有権者数：374,631人
- 投票率：51.19％

| 当落 | 候補者名 | 年齢 | 所属党派                             | 新旧別 | 得票数    | 重複 |
| ---- | -------- | ---- | ------------------------------------ | ------ | --------- | ---- |
| 当   | 鳩山二郎 | 42   | 自由民主党                           | 前     | 125,366票 | ○    |
|      | 田辺徹   | 60   | 立憲民主党                           | 新     | 38,578票  | ○    |
|      | 河野一弘 | 49   | 日本共産党                           | 新     | 12,565票  |      |
|      | 組坂善昭 | 74   | 無所属                               | 新     | 5,612票   |      |
|      | 熊丸英治 | 52   | NHKと裁判してる党 弁護士法72条違反で | 新     | 3,753票   |      |

## 経済・産業

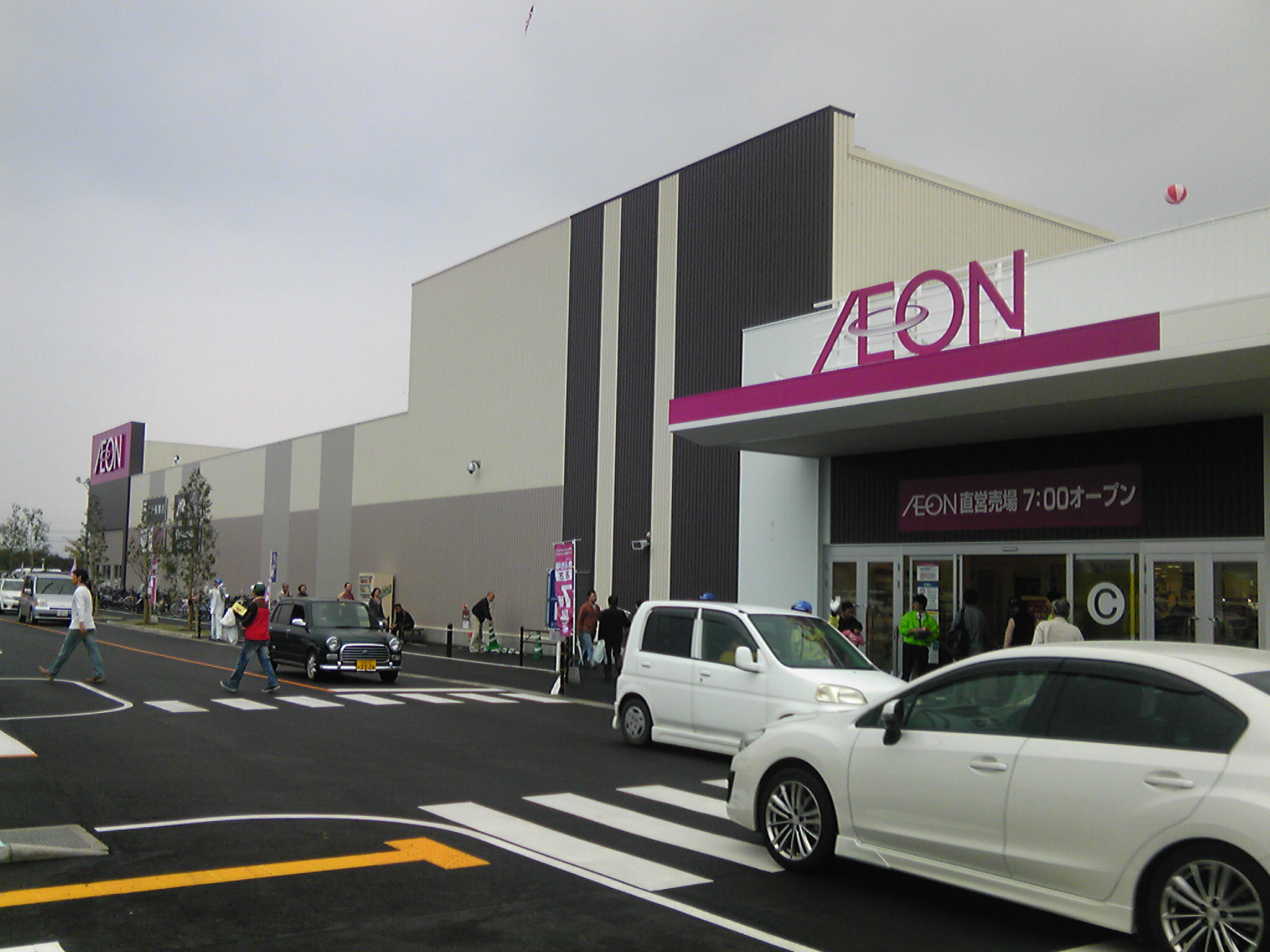
イオン小郡店

### 市内に本社を置く主な企業
- ケービレッジ
- タイラグループ
- DJプレシジョン
- 丸東産業
- メック
- ワイドレジャー
- みい農業協同組合

### 市内に事業所を置く主な企業
- I-PEX小郡工場、I-PEXキャンパス
- GLP福岡小郡
- 東レ・メディカル九州支店

### 主な商業施設
- イオン小郡ショッピングセンター
- コストコ小郡倉庫店

## 人口
一貫して増加傾向にあったが、近年は増加率が鈍化している。平成27年度国勢調査の速報値では、人口減少に転じた。
| |                                        |  |
| 小郡市と全国の年齢別人口分布（2005年） | 小郡市の年齢・男女別人口分布（2005年） |  |
| ■紫色 ― 小郡市 ■緑色 ― 日本全国 | ■青色 ― 男性 ■赤色 ― 女性              |  |
| 小郡市（に相当する地域）の人口の推移 \| 1970年（昭和45年） \| 30,469人 \| \| \| 1975年（昭和50年） \| 36,914人 \| \| \| 1980年（昭和55年） \| 41,057人 \| \| \| 1985年（昭和60年） \| 43,811人 \| \| \| 1990年（平成2年） \| 47,116人 \| \| \| 1995年（平成7年） \| 50,612人 \| \| \| 2000年（平成12年） \| 54,583人 \| \| \| 2005年（平成17年） \| 57,481人 \| \| \| 2010年（平成22年） \| 58,499人 \| \| \| 2015年（平成27年） \| 57,983人 \| \| \| 2020年（令和2年） \| 59,360人 \| \| |                                        |  |
| 総務省統計局 国勢調査より |                                        |  |
| 1970年（昭和45年） | 30,469人                               |  |
| 1975年（昭和50年） | 36,914人                               |  |
| 1980年（昭和55年） | 41,057人                               |  |
| 1985年（昭和60年） | 43,811人                               |  |
| 1990年（平成2年） | 47,116人                               |  |
| 1995年（平成7年） | 50,612人                               |  |
| 2000年（平成12年） | 54,583人                               |  |
| 2005年（平成17年） | 57,481人                               |  |
| 2010年（平成22年） | 58,499人                               |  |
| 2015年（平成27年） | 57,983人                               |  |
| 2020年（令和2年） | 59,360人                               |  |

## 教育
太字は1町4村合併前から存在する学校

### 高等学校
- 福岡県立小郡高等学校 - 1983年開校
- 福岡県立三井高等学校 - 1914年開校

### 専門学校
- 平岡調理専門学校
- 高尾看護専門学校

### 中学校
市立
- 小郡市立宝城中学校 - 1947年開校。
- 小郡市立大原中学校 - 1947年開校。
- 小郡市立立石中学校 - 1947年開校。
- 小郡市立小郡中学校 - 1980年大原中学校より分離。
- 小郡市立三国中学校 - 1994年、大原中学校より分離。

### 小学校
私立
- 麻生学園小学校 - 2015年4月1日東明館小学校から校名変更。

市立
- 味坂小学校
- 小郡小学校 - 1883年開校。
- 御原小学校
- 立石小学校
- 三国小学校 - 1891年開校。
- 大原小学校 - 1972年小郡小学校、三国小学校より分離開校。
- 東野小学校 - 1991年大原小学校より分離。
- のぞみが丘小学校 - 1999年三国小学校より分離。

### かつて存在した学校
- 九州情報大学小郡キャンパス
- 福岡女学院大学※福岡市へ移転

### その他
- 小郡自動車学校
- 小郡特別支援学校

## 医療
- 嶋田病院
- 協和病院
- 丸山病院
- 本間病院
- 聖和記念病院
- 福岡志恩病院

## 住宅地
- 宝城団地 面積15ha 計画人口1,550人 1972年～1974年
- みくに野 面積 26.2ha 計画人口2,400人 1969年～1972年
- みくに野東 面積23.2ha 計画人口2,450人 1972年～1975年
- 三井団地 面積5.8ha 計画人口830人 1972年～1973年
- 八重洲団地 面積 5.9ha 計画人口800人 1973年～1975年
- 三国が丘 面積49ha 計画人口3,700人 1983年～1990年
- 美鈴の杜 面積18.1ha 計画人口2,100人 2000年～2007年
- 三沢駅南団地 面積 3.3ha 計画人口 417人 2015年～
- 筑後小郡簡保レクセンター跡地団地 面積11.6ha 人口 1,116人 2013年～
- あすてらす南団地 面積 3.7ha 計画人口 445人 2013年～

## 交通
かつて福岡を窓口にした玄海灘が公の外交のルートであったのに対し、民間レベルのルートとしては有明海を用いた。小郡市は海に接しない内陸に位置するが、筑後川の支流である宝満川が交易に用いられた。

### 空港
- 福岡空港が最寄り。

### 鉄道路線
- 西日本鉄道
  - 天神大牟田線

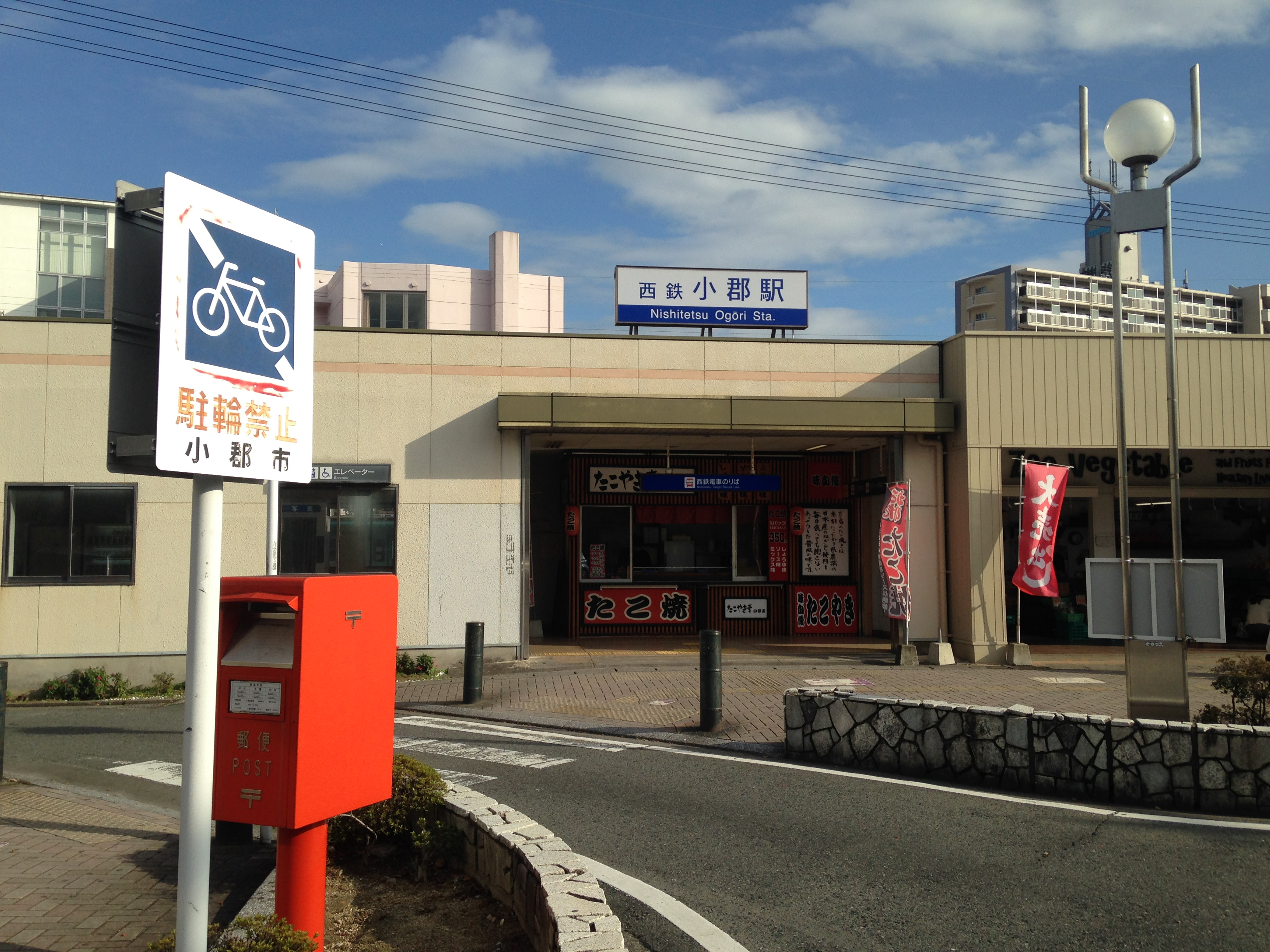
西鉄小郡駅

    - 津古駅 - 三国が丘駅 - 三沢駅 - 大保駅 - 西鉄小郡駅 - 端間駅 - 味坂駅
- 甘木鉄道
  - 甘木線
    - 小郡駅 - 大板井駅 - 松崎駅 - 今隈駅

※ 立野駅（基山町）、及び西太刀洗駅（三井郡大刀洗町）や山隈駅（朝倉郡筑前町）が市境付近に所在し、利用可能（西太刀洗駅はホームの大部分が当市に跨っている）。
- 市の中心駅：西鉄小郡駅、小郡駅（両駅は乗り換え可能ではあるが、約130m離れている。JTB時刻表では、小郡駅のみが中心駅として記載）

なお、九州旅客鉄道（JR九州）鹿児島本線は市内を走ってはいないが、市域に沿って平行に同路線が通っており、市境まで最短で200m程度の所まで接近する。また、鳥栖駅・田代駅・弥生が丘駅（佐賀県鳥栖市）・基山駅・けやき台駅（佐賀県三養基郡基山町）や原田駅（筑紫野市）が市境付近に所在し、利用可能である。中でもけやき台駅は小郡市境より200m弱しか離れておらず、国道3号を越える跨線橋は当市の負担で建設された。

### バス路線など
- 西鉄バス - 西鉄バス佐賀が西鉄小郡駅と鳥栖市のJR鳥栖駅の間を弥生が丘駅・鳥栖プレミアム・アウトレット経由で結ぶ路線バスを運行している。かつては西鉄小郡駅と小郡市内各地や甘木市（現・朝倉市）を結ぶ路線、小郡市北部の住宅地と筑紫野市のJR原田駅・西鉄筑紫駅を結ぶ路線もあったが、すべて廃止され、西鉄バス二日市の筑紫駅 - 筑紫野ニュータウン間を結ぶ路線の新津古橋バス停のみ小郡市内にある。
  - 17：筑紫駅西口 - JR原田駅 - 新津古橋 - 光が丘四丁目
  - 30：西鉄小郡駅 - 弥生が丘駅 - 鳥栖プレミアム・アウトレット - JR鳥栖駅
- のるーと小郡 - 2023年10月2日運行開始。登録制のデマンド型乗合タクシー（専用アプリから誰でも登録可能）。宝満川右岸地域内で利用可能。日祝日運休。
- おごおり相乗りタクシー - 立石・御原・味坂校区で利用可能な登録制のデマンド型乗合タクシー。日祝日運休。
- 自治会バス - 西鉄バス路線の廃止などによる交通空白地域で地域の自治会が主体となり運行している。いずれも運賃は無料で、誰でも利用できる。
  - ベレッサ号 - 市北部の住宅地の美鈴が丘・希みが丘と原田駅・筑紫野ベレッサ（商業施設）・三国が丘駅を結ぶ（2011年4月1日に運行開始）。美鈴が丘地区は毎週月・水・金曜日、希みが丘地区は毎週火・木・土曜日、いずれも9時台から12時台まで4便を運行する。運賃は無料。
  - みはら号 - 当市南東部の御原校区と商業施設・病院などを結ぶ（2015年6月2日に運行開始）。火曜日、木曜日、土曜日に運行。「ベレッサ号」で以前使用していた車両を利用している。
- 高速バス - 市内の大板井バスストップに高速バス「ひた号」（福岡市 - 日田市）が発着する。

西鉄バス路線の大半が廃止されたのち、2004年から小郡市コミュニティバス「七夕ふれあい号」が運行開始されたが、2023年10月より1年間運行を休止し、そのまま復活せず2024年10月1日に正式に廃止となった。

### 道路
原田駅東福童線（通称七夕通り）: 市内を南北に縦断する原田駅大崎線の2004年3月28日の開通・延伸により、利便性が高まった。

#### 高速道路
- 九州自動車道
  - インターチェンジ : 小郡鳥栖南スマートインターチェンジ[5]
    - その他、筑紫野インターチェンジ（筑紫野市）が最寄りとなる地区もある[注釈 1]。
- 大分自動車道
  - インターチェンジ : 筑後小郡インターチェンジ
  - パーキングエリア : 井上パーキングエリア（鳥栖方面にのみ設置）
  - バス停留所 : 大板井バスストップ（バス事業者側の呼称は「高速小郡大板井」）

停車する高速バス路線 : ひた号
- その他、長崎自動車道内にある鳥栖インターチェンジ（佐賀県鳥栖市）が最寄りとなる地区もある。

#### 一般国道
- 国道500号

#### 県道
主要地方道
- 佐賀県道・福岡県道14号鳥栖朝倉線
- 福岡県道53号久留米筑紫野線
- 福岡県道88号久留米小郡線

一般県道
- 福岡県道・佐賀県道131号小郡基山線
- 福岡県道・佐賀県道132号本郷基山停車場線
- 福岡県道509号塔ノ瀬十文字小郡線
- 福岡県道603号原田停車場津古線
- 福岡県道737号吹上北野線
- 福岡県道738号二森石崎線

## 名所・旧跡・観光スポット・温泉・祭事・催事

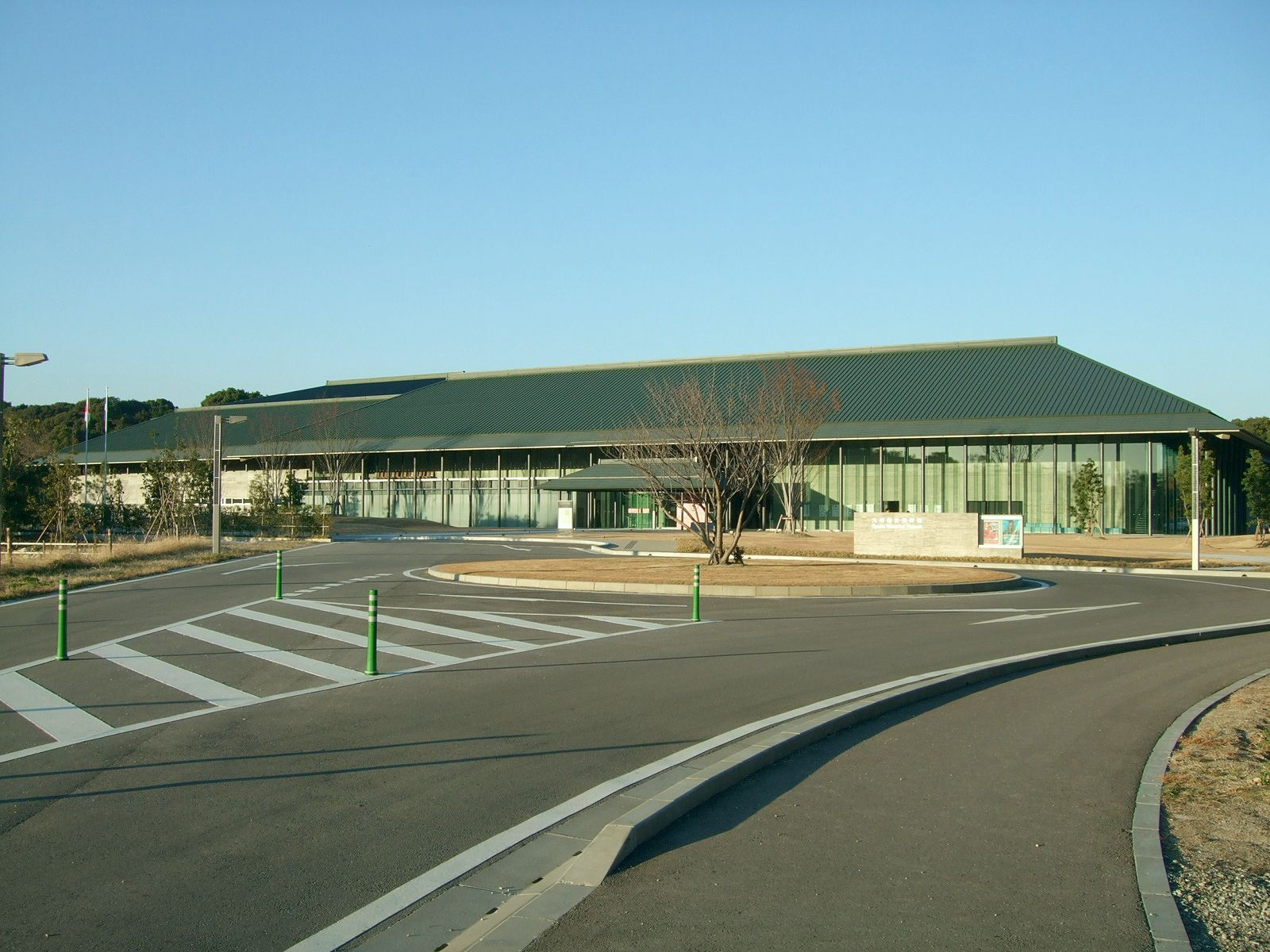
九州歴史資料館

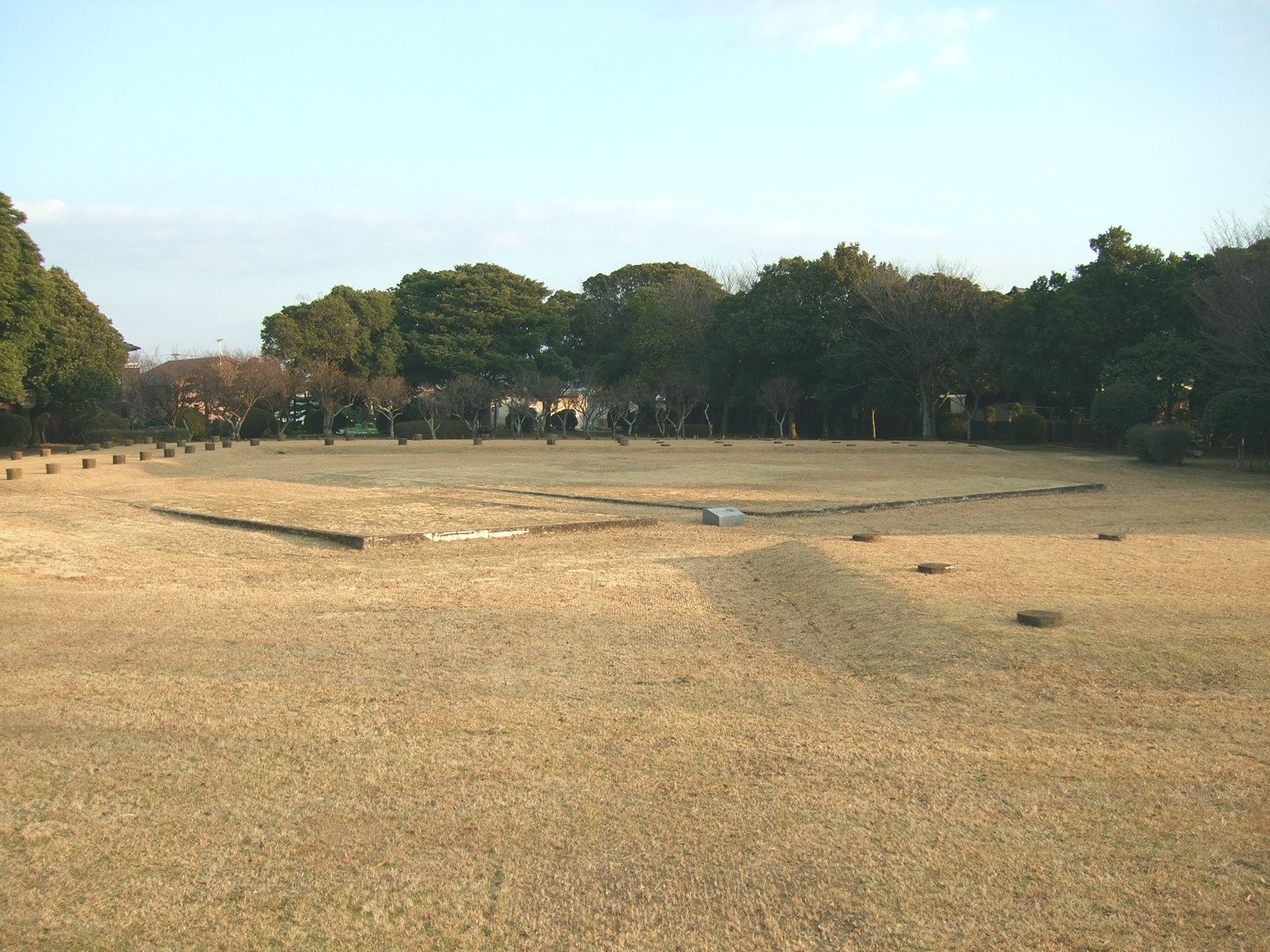
小郡官衙遺跡公園

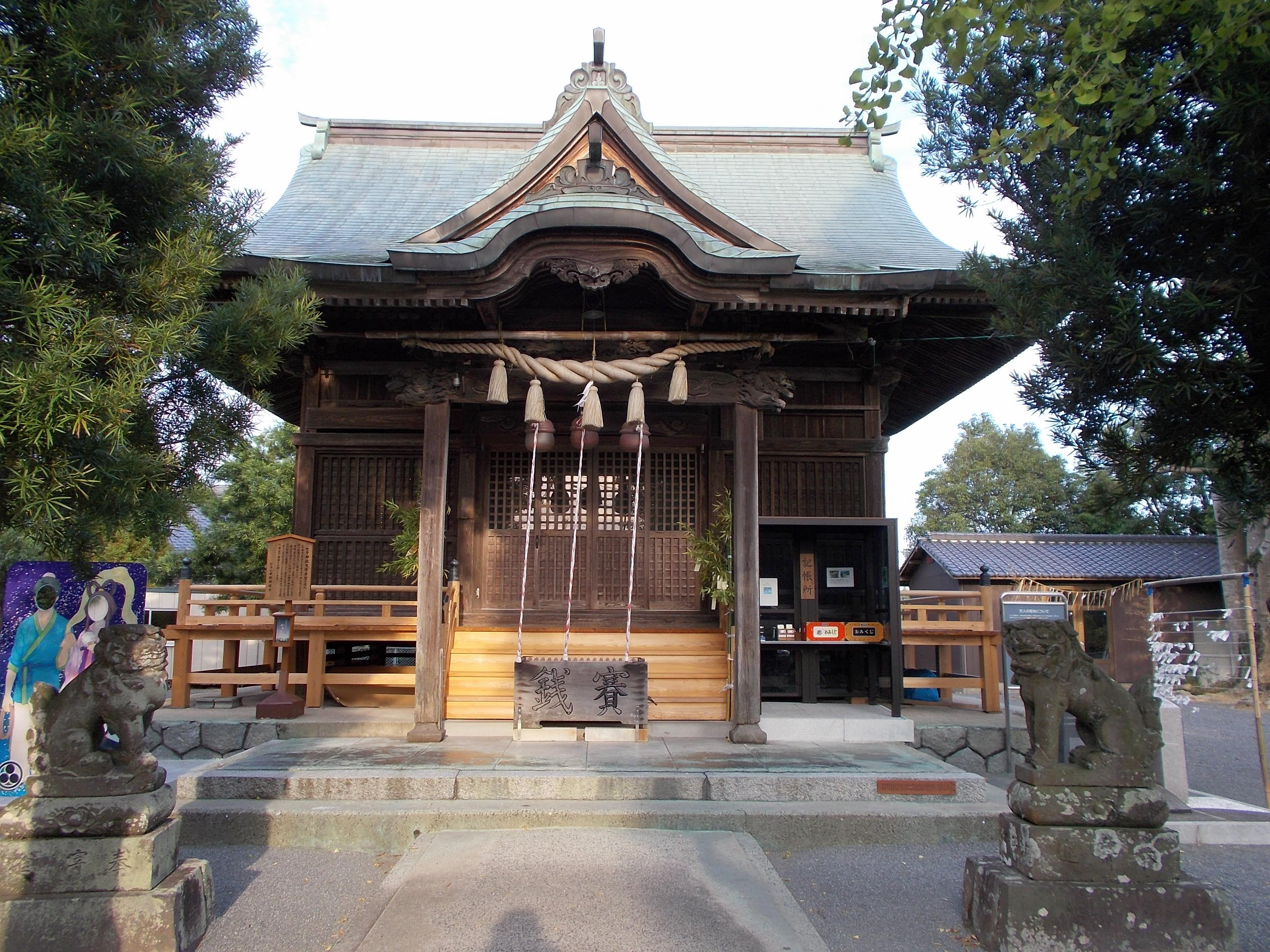
七夕神社

### 名所・旧跡
- 九州歴史資料館
- 小郡市埋蔵文化財調査センター
- 小郡官衙遺跡
- 七夕神社
- 七夕会館
- 老松宮
- 小郡総鎮守山王宮日吉神社
- 大中臣神社 - 南北朝時代に懐良親王が奉納したといわれる藤の古木「将軍藤」がある。
- 小郡運動公園小郡市陸上競技場 - 市民アンケートによると、市内で自慢できる施設の上位に挙げられている。
- 小郡市野球場
- 小郡市体育館
- 如意輪寺 - 住職がカエルの形の置物やオブジェなどを多数設置しており通称「かえる寺」と呼ばれる。

### 観光スポット
- きらめきの塔
- 城山公園
- 松崎桜馬場

### 温泉施設
- 満天の湯 - 小郡市総合保健福祉センター「あすてらす」内

### 祭事・行事
- もぐら打ち（1月中旬）
- 左義長、どんと焼き（1月中旬）
- 粥占い（かゆうらない）（3月11日）
- 将軍藤まつり
- 祇園祭
- 夢HANABI
- 祝賀駅伝大会（1月上旬）

なお、市内には七夕神社があり『肥前国風土記』にその由来が記されているなど、七夕行事と縁が深いことから、2018年度（平成30年度）から「七夕プロジェクト」として7月と8月を「七夕月間」と定めてPRや各種イベントを開催している。

## 小郡市出身の有名人
★は故人
- 阿部海斗（サッカー選手）
- 荒木久美（元陸上競技選手、1988年ソウルオリンピック女子マラソン日本代表）
- 伊藤麻希（プロレスラー・元LinQメンバー）
- 上杉佐一郎（社会運動家）★
- 内山勝（ロボット研究者、東北大学名誉教授）
- 江口実沙（プロテニス選手）
- 組坂繁之（社会運動家）
- KMC（ヒップホップMC、トラックメイカー、作詞家、DJ)
- 古賀磯次（ヤクザ、道仁会初代会長）★
- 佐々木正蔵（明治期の衆議院議員）★
- 柴田拓（NHKアナウンサー）
- 柴田睦夫（弁護士・衆議院議員）★
- 高松凌雲（幕末から明治期の医師、赤十字運動家）★
- 内藤孔佑（芸人、ツンツクツン万博）
- 中島彰吾（プロ野球選手・東京ヤクルトスワローズ所属）
- 中谷将大（プロ野球選手・福岡ソフトバンクホークス所属）
- 中野シツ（元長寿日本一）★
- 猶本光（プロサッカー選手・三菱重工浦和レッズレディース所属）
- 野田宇太郎（詩人）★
- 帚木蓬生（小説家、精神科医）
- 帆足和幸（元プロ野球選手・現福岡ソフトバンクホークス打撃投手兼広報）
- 増本藍（ミュージカル女優）

## 小郡市にゆかりのある人物
★は故人
- 中願寺雄吉（筑紫野市生まれ、当市在住で元長寿世界一）★
- 東山彰良（作家・直木賞受賞・台湾出身で小郡市在住経験があるが現在は福岡市在住）